# Proton Mail
Proton Mail (vroeger geschreven als ProtonMail) is een end-to-end-versleutelde e-maildienst opgericht in 2014 door Andy Yen, Jason Stockman en Wei Zon. Proton Mail maakt gebruik van versleuteling aan de kant van de gebruiker voordat gegevens worden verzonden naar Proton Mail-servers, in tegenstelling tot andere algemene e-mailproviders zoals Gmail en Outlook.com. Hierdoor kunnen medewerkers van Proton Mail de inhoud van de berichten niet lezen. 
De dienst kan worden benaderd via webmail, het Tor-netwerk, of via aparte iOS- en Android-apps. Met Proton Bridge kun je de e-maildienst ook gebruiken via andere e-mailclients.
Proton Mail wordt beheerd door Proton Technologies AG, een Zwitsers bedrijf dat is gevestigd in het kanton Genève. De servers zijn gevestigd op twee locaties in Zwitserland, buiten jurisdictie van de Verenigde Staten en de Europese Unie. De dienst ontving haar eerste financiering door middel van crowdfunding. 
Proton Mail biedt zowel gratis als betaalde accountmogelijkheden. Sinds januari 2017 is het aantal gebruikers gegroeid van meer dan 2 miljoen naar meer dan 5 miljoen in september 2018, en bereikte het, verspreid over al hun diensten, 100 miljoen gebruikers in 2023.

## Verdere diensten
Naast de beveiligde e-mail worden ook een agenda (Proton Calendar), cloudopslag (Proton Drive), vpn (Proton VPN), wachtwoordbeheerder (Proton Pass) en crypto wallet (Proton Wallet) aangeboden. Daarnaast is er ook Proton For Business, waarmee het zijn diensten aan bedrijven en organisaties aanbied. 

## Datacentra

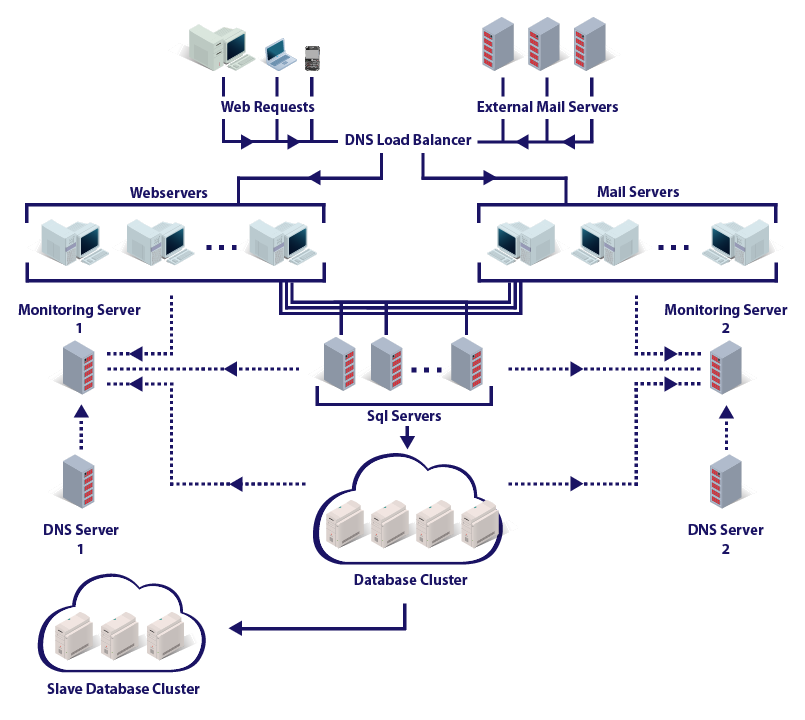
Ontwerp van een Proton Mail-datacentrum.

Proton Mail onderhoudt en heeft eigen serverhardware en een netwerk zodat er geen vertrouwen hoeft te rusten op een derde partij. Het bedrijf heeft een datacentrum in Lausanne en Attinghausen, in een voormalige militaire bunker onder 1.000 meter graniet. Aangezien deze servers in Zwitserland staan, vallen deze legaal gezien buiten de jurisdictie van de Verenigde Staten en de Europese Unie. Volgens Zwitserse wetgeving moeten toegangsverzoeken geldig zijn onder internationale verdragen en worden goedgekeurd door een Zwitserse rechtbank. Aanstaande surveillancedoelen worden op de hoogte gesteld en hebben de mogelijkheid om tegen het verzoek in beroep te gaan bij de rechtbank.
Elk Proton Mail-datacentrum balanceert de verzoeken voor de website, e-mail en SQL-servers. Daarnaast zijn de opslagmedia volledig versleuteld en wordt er alleen gebruikgemaakt van Linux en andere software met een open broncode. In december 2014 kwam Proton Mail bij de RIPE NCC om meer controle te hebben over de nabije internet-infrastructuur.

## Privacy
Proton Mail beweert een veiliger alternatief te zijn voor Gmail. Door end-to-end-versleuteling en zero-access heb je alleen zelf toegang tot je e-mail. Ook de andere diensten van Proton zijn versleuteld. Zo is ProtonVPN een no-log-VPN. Het bedrijf beweert geen data te delen met derden.
Begin september 2021 maakte Proton Mail echter zelf bekend dat het, ondanks zijn privacybeleid, door de Zwitserse autoriteiten verplicht werd het IP-adres vrij te geven van een Franse klimaatactivist, die daarop door de Franse politie werd gearresteerd.